# شهرستان تنژران
شهرستان تنژران (به فرانسوی: Tongeren) در استان لمبورگ  در منطقه فلاندری در کشور بلژیک واقع شده‌است.